# Управљање ризицима у рударству
Управљање ризицима у рударству се темељи на дефинисању експлицитног упутства за избор битних структура и компоненти техничких система. Успоставља се усклађеност са техничким стандардима и важећом законском регулативом. Успоставља се критеријум ризика инперформанси уз могућности процене вероватноће ризика на основу дефинисаног ранга компоненти свих техничких карактеристика.

## Увод
У последњих неколико година, у енергетски развијеним земљама света, све су већи захтеви за надзор успешног одржавања укупне енергетске ефикасности. Да би постигли надзор над успешношћу наведених система заснован на ризику, потребно је пратити процедуре које су прописане за избор важних структура, система и компоненти (SSC-structuries,systems and components)

## Главни ризици у рударству
Главни ризици у рударству, као једној од високоризичних индустријских грана, су:
- Ризик по здравље и безбедност запослених
- Ризици по животну средину
- Социјални ризици
- Ризици коришћења земљишта
- Правни и финансијски ризици i
- Технички ризици.

## Анализа ефеката одржавања техничких система у површинској експлоатацији
Оперативна стања техничких система се представљају табеларно и садже следеће податке:време неког стања модула/компоненте, индетификациони број, компоненте повезане са тим стањем или догађакем, тип компоненте, систем/модул коме компонента припада, тип отказа повезаног са догађајем, тип техничког система у којима се промена стања десила.

Такође, поред ових података, постоје подаци текста који подразумевају:врсту система, процедуре које се изводе у оквиру надзора како би се тестирао сваки подсистем, опис активности које испитивање подразумева, интервал испитивања, трајање испитивања, идентификацију ситуације. 

Постоје два приступа за приоритизацију и иѕбор SSC који се примењују при одржавању. Први приступ је приоритизација одржавања SSC и ту се дефинишу компоненте ризика а други приступ је приоритизација самог одржавања уопште. Пример приоритизације чланица које имају утицај на повећање прага/индекса ризика, дат је методолошки поступак рангирања чланица који доводе до отказа за део техничког система.

Приоритизација чланица које имају важан утицај на ризик према методи минималних отказа за технички систем у површинској експлоатацији

| Редни број | Кодови догађаја | Опис догађаја                  | Ранг отказа | Укупне последице отказа |
| ---------- | --------------- | ------------------------------ | ----------- | ----------------------- |
| 1.         | НТА1-5Г2        | Недостатак електричне енергије | 1           | 3.5                     |
| 2.         | НТА1-5ГФ13      | Отказ електромо. радног точка  | 5           | 11.7                    |
| 3.         | НТА1-4Б8        | Отказ редуктора                | 2           | 6.1                     |
| 4.         | НТА1-8Е51       | Изненадни отказ                | 2           | 6.1                     |
| 8.         | НТА1-8Ф10       | Оштећење челичне конструкције  | 5           | 11.7                    |
| 9.         | НТА1-8Ф20       | Оштећење бубња транспортера    | 5           | 11.7                    |

Основне компоненте високог ризика морају се индентификовати и могу бити грписане ради лакшег приступа систему и групишу се по типу.

## Квантификовање успешности одржавања и потенцијали квалитета
Модели поузданости квантификују само корисне ефекте одржавања и не узимају у обзир деградативно стање компоненти. Прави смисао одржавања јесте то да се отклони деградација пре него што дође до оштећења.

У оквиру PRA (Probabilistic Risik Assessment), квантификују се само негативни ефекти одржавања и људске грешке. Модели поузданости указују на важност одржавања свих компоненти на које указује PRA да је спречавање грешака у непосредном и пропорционалном односу са временом када систем није у функцији односно када је у отказу.